# Bauartbedingte Höchstgeschwindigkeit
Unter bauartbedingte Höchstgeschwindigkeit oder Bauartgeschwindigkeit versteht man eine Fahrgeschwindigkeit, die bei ordnungsgemäßem Betrieb nicht überschritten werden soll oder kann. 

## Grundlagen
Innerhalb der Fahrzeugtechnik wird für ein einzelnes Fahrzeug oder einen bestimmten Fahrzeugtyp eine bauartbedingte zulässige Höchstgeschwindigkeit festgelegt, die nicht überschritten werden darf, um Schäden am Fahrzeug oder Schädigungen durch dieses zu vermeiden. 
Teils werden die Geschwindigkeitswerte vom Hersteller vorgegeben, insbesondere beispielsweise für Triebfahrzeuge des Schienenverkehrs, teils von staatlichen bzw. amtlichen Organen wie in der Kraftfahrzeugtechnik. Der Begriff dient dazu, Kraftfahrzeuge zu typisieren, deren Benutzung ggf. einzuschränken und von gesetzlich bestimmten Auflagen und Anforderungen abhängig zu machen. 
Die tatsächliche und reguläre Ausnutzung einer fahrzeugtechnisch bedingten Höchstgeschwindigkeit kann auch abhängig sein von der für den jeweiligen Fahrwegs-Abschnitt zulässigen Höchstgeschwindigkeit.

## Rechtliches im Straßenverkehr

### Deutschland
In Deutschland definiert die Straßenverkehrs-Zulassungs-Ordnung in § 30a StVZO eine „durch die Bauart bestimmte Höchstgeschwindigkeit“ als „Geschwindigkeit, die von einem Kraftfahrzeug nach seiner Bauart auf ebener Bahn bei bestimmungsgemäßer Benutzung nicht überschritten werden kann.“ In der Fahrzeug-Zulassungsverordnung (FZV) findet sich in diesem Zusammenhang der Begriff bauartbedingte Höchstgeschwindigkeit (siehe § 1 FZV).  
In diesem Sinne differenziert die deutsche Fahrerlaubnis-Verordnung (FeV) Fahrzeuge nach deren durch die Bauart bestimmter Höchstgeschwindigkeit und verbindet deren Fahrerlaubnis mit Fahrerlaubnisklassen. Auch Gestattungen können daran geknüpft sein, so dürfen beispielsweise nach deutscher Straßenverkehrs-Ordnung (StVO) Autobahnen und Kraftfahrstraßen nur mit Kraftfahrzeugen benutzt werden, „deren durch die Bauart bestimmte Höchstgeschwindigkeit mehr als 60 km/h beträgt“ (§ 18 StVO). Diese Bestimmung sagt jedoch nichts über eine angeordnete Mindestgeschwindigkeit, sondern besagt, dass die betreffenden Straßen mit bauartbedingt langsameren Fahrzeugen wie Mopeds, Mofas, Tretrollern oder Traktoren nicht  befahren werden dürfen.

### Österreich
In Österreich wird dieser Begriff auch als Bauartgeschwindigkeit bezeichnet. Das Kraftfahrgesetz 1967 definiert ihn in § 2 Abs. 1 Z. 37a als „die Geschwindigkeit, hinsichtlich der auf Grund der Bauart des Fahrzeuges dauernd gewährleistet ist, dass sie auf gerader, waagrechter Fahrbahn bei Windstille nicht überschritten werden kann.“